# Власов, Константин Николаевич
Константин Николаевич Власов (1911—1978) — советский военнослужащий, участник Великой Отечественной войны.
В 1943 году — сержант 8-й роты 718 полка 139-й стрелковой дивизии (10-я армия Западного фронта) под командованием полковника Иосифа Константиновича Кириллова.
Участвовал в бою 13—14 сентября 1943 года на высоте 224,1 у деревни Рубеженка Калужской области, где насмерть стояли 18 солдат 718-го полка против значительных сил вермахта. В живых остались двое — сержант Константин Власов и рядовой Герасим Лапин. Раненые и контуженные, они чудом спаслись. Лапин был найден наступающими советскими бойцами среди трупов, оправился от ран и вновь воевал в составе 139-й дивизии. Власов попал в плен, в ноябре 1943 года, при переправке пленных из Бобруйска в Германию, бежал и добрался до партизанского отряда «Мститель», где продолжил войну. В июне 1944 года получил тяжёлое ранение в полость груди и живота, но выжил, а после войны отбывал заключение уже в СССР как побывавший в немецком плену; позже вернулся в родной Новосибирск, где работал на металлургическом заводе.
Похоронен на Заельцовском кладбище Новосибирска.
Подвиг запечатлён в песне «На безымянной высоте» — композитор Вениамин Баснер, поэт Михаил Матусовский. Все участники боя, включая Власова (на тот момент считавшегося погибшим), были представлены к присвоению званий Герой Советского Союза, но награждены орденами Отечественной войны I степени.